# Sertularella keiensis
Sertularella keiensis is een hydroïdpoliep uit de familie Sertulariidae. De poliep komt uit het geslacht Sertularella. Sertularella keiensis werd in 1925 voor het eerst wetenschappelijk beschreven door Billard. 